# Lynchburg, Virginia
Lynchburg, Virginia là một thành phố thuộc quận, tiểu bang Virginia, Hoa Kỳ. Thành phố có diện tích km², dân số thời điểm năm 2009 theo ước tính của Cục điều tra dân số Hoa Kỳ là 73.933 người2.